# The Magnetic Fields
The Magnetic Fields, qui tient son nom du recueil Les Champs magnétiques d'André Breton, est un groupe de musique américain créé à Boston (Massachusetts) en 1989 par l'auteur-compositeur Stephin Merritt. Les genres pratiqués par le groupe sont aussi variables que la musique de Merritt en général, mais on le range habituellement dans les genres et sous-genres du synthpop, de l'indie pop, du noise pop, et plus récemment du folk-pop.
Dans les premiers temps de son histoire, les Magnetic Fields se caractérisaient par la musique électronique composée par Merritt et la voix de Susan Anway (puis celle de Merritt lui-même). Par la suite, un orchestre plus traditionnel s'est formé, composé actuellement de Merritt, Claudia Gonson, Sam Davol et John Woo ; Shirley Simms y chante de temps en temps. Le groupe est caractérisé par les paroles écrites par Merritt, qui traitent souvent d'amour, et qui sont tour à tour ironiques, amères et humoristiques. L'album le plus connu des Magnetic Fields est sans doute le triple album-concept 69 Love Songs, sorti en 1999. Il a été suivi par une trilogie qui ne recourt plus à la musique électronique : i (2004), Distortion (2008), et Realism (2010).

## Histoire
Le groupe commença sous la forme d'un projet en studio lancé par Merritt sous le nom de « Buffalo Rome », et dans lequel il assurait lui-même toutes les parties instrumentales. Avec l'aide de son amie Claudia Gonson (qui avait joué dans un autre groupe, les Zinnia, créé par Merritt quand il était à l'université) il rassembla un groupe à Boston, où Merritt et Gonson habitaient alors, pour jouer des chansons composées par Merritt. Le premier concert sur scène du groupe eut lieu à T.T. The Bear's Place, à Cambridge au Massachusetts, en 1991, où ils jouèrent devant un public clairsemé qui attendait surtout de voir le magnétophone de marque dérivée du groupe Galaxie 500.
L'un des albums les plus représentatifs des Magnetic Fields est leur triple album 69 Love Songs, sorti en 1999. Cet album démontra les talents de compositeur et de parolier de Stephin Merritt et la qualité du groupe, qui employait des instruments très variés, tels que l'ukulélé, le banjo, l'accordéon, le violoncelle, la mandoline, la flûte, le xylophone et le marxophone, pour compléter leur ensemble habituel de synthétiseurs, de guitares, et d'effets sonores. Parmi les chanteurs ayant contribué à cet album figurent Shirley Simms, Dudley Klute, L.D. Beghtol et Claudia Gonson, dont chacun est le chanteur principal de six chansons et assure également différentes parties vocales d'arrière-plan sur d'autres, ainsi que Daniel Handler (aussi connu sous le pseudonyme de Lemony Snicket) à l'accordéon, et Christopher Ewen (collaborateur de longue date de Merritt dans son autre groupe Future Bible Heroes) en tant qu'arrangeur et synthétiseur. La violoniste Ida Pearle fait une brève apparition dans la chanson « Luckiest Guy on the Lower East Side ».
Les albums récents des Magnetic Fields, i (2004) et Distortion (2008), reprennent tous deux la structure thématique de l'album 69 Love Songs : les titres des chansons d’i commencent par la lettre (ou, dans la moitié des cas, le pronom anglais) « I », tandis que Distortion est une expérience combinant musique et bruits selon l'approche musicale non conventionnelle du groupe. Les notes jointes au disque indiquent que l'album a été composé sans recours aux synthétiseurs. Selon un article, « Pour célébrer la sortie de Distortion, Merritt et les Magnetic Fields ont joué plusieurs mini-concerts dans les villes de la région, avec pour finir six shows à l'Old Town School of Folk Music de Chicago. »
En janvier 2010 est sorti Realism, qui conclut la trilogie entamée par i et poursuivie par Distortion, trilogie qui ne faisait pas appel à la musique électronique. Le prochain album des Magnetic Fields, en revanche, emploiera de nouveau des synthétiseurs.

## Membres
- Stephin Merritt : ukulélé, clavier, chanteur principal.
- Claudia Gonson : percussions, piano, parties chantés (et manager du groupe).
- Sam Davol : violoncelle, flûte.
- John Woo : banjo, guitare.

Parmi les collaborateurs passés ou présents des Magnetic Fields figurent Susan Anway, Dudley Klute, Shirley Simms, Momus et LD Beghtol, et les musiciens Daniel Handler et Chris Ewen.

## Vidéographie
- (en) Strange Powers: Stephin Merritt and the Magnetic Fields, documentaire réalisé par Kerthy Fix et Gail O'Hara, Fix Films, 2010, 1h29.